# Kerkakutas
Kerkakutas is een plaats (község) en gemeente in het Hongaarse comitaat Zala. Kerkakutas telt 145 inwoners (2007).